# 海洋冒険小説シリーズ
海洋冒険小説シリーズ（かいようぼうけんしょうせつシリーズ）は、1978年から1980年にかけてパシフィカの編集発行でプレジデント社より発売された海洋冒険小説の叢書。
四六版、紙カバー、帯付き。全20巻。
カバーイラストは生頼範義。作品選定は鎌田三平が行った。
1巻『眼科の敵』から8巻『砲艦ワグテイル』までは1985年に西部タイムより復刊されている。

## 一覧
- 1)『眼下の敵』（The Enemy Below  (1956)、D・A・レイナー(D. A. Rayner)、宮田洋介訳） 1978.10

『眼下の敵』（鎌田三平訳、創元推理文庫） 1986.11　ISBN 4-488-23001-6
- 2)『報復の海』（Atlantic Fury (1962)、ハモンド・イネス(Hammond Innes)、竹内泰之訳） 1978.10

『報復の海』（竹内泰之訳、西武タイム、Best Sea Adventures） 1985.12　ISBN 4-827-51234-5
『報復の海』（竹内泰之訳、徳間文庫） 1987.9　ISBN 4-19-598365-7
- 3)『けむりの島』（Smoke Island (1964)、アントニー・トルー(Antony Trew)、尾坂力訳） 1978.10

『けむりの島』（尾坂力訳、西武タイム、Best Sea Adventures） 1986.4　ISBN 4-8275-1248-5
- 4)『謀略マラッカ海峡』（Operation Malacca (1966)、ジョー・ポイヤー(Joe Poyer)、井坂清訳） 1978.11
- 5)『大暴風』（Gale Force (1956)、エルストン・トレヴァー(Elleston Trevor)、風見潤訳） 1978.11

『大暴風』（風見潤訳、西武タイム、Best Sea Adventures） 1986.4　ISBN 4-8275-1249-3
- 6)『砂の渦』（Twist of Sand (1959)、ジェフリー・ジェンキンズ(Geoffrey Jenkins)、新津一義訳） 1979.4

『砂の渦』（新津一義訳、西武タイム、Best Sea Adventures） 1986.1　ISBN 4-827-51238-8
- 7)『巡洋艦アルテミス』（The Ship (1943)、C・S・フォレスター(C. S. Forester)、高橋泰邦訳） 1979.2

『巡洋艦アルテミス』 （高橋泰邦訳、西武タイム、Best sea adventures） 1985.12　ISBN 4-8275-1232-9
- 8)『砲艦ワグテイル』（Send a Gunboat (1960)、ダグラス・リーマン(Douglas Reeman)、高橋泰邦訳） 1979.4

『砲艦ワグテイル』 （高橋泰邦訳、西武タイム、Best Sea Adventures） 1985.12　ISBN 4-8275-1236-1
『砲艦ワグテイル』 （高橋泰邦訳、創元推理文庫） 1988.2　ISBN 4-488-25301-6
- 9)『闘う帆船ソフィー』（Master and commander (1970)、パトリック・オブライアン(Patorick O'Brian)、高橋泰邦訳） 1979.5 - 英国海軍の雄ジャック・オーブリー

『新鋭艦長、戦乱の海へ』上・下 （高橋泰邦訳、ハヤカワ文庫NV） 2002.12　ISBN 4-15-041025-9, ISBN 4-15-041026-7
『激闘! 地中海 - ソフィー号新任艦長J・オーブリー』（高橋泰邦、徳間書店） 1993.10（二分冊の上巻）
『燃えるバルセロナ沖 - 苦い勝利』（高橋泰邦訳、徳間書店） 1993.11（二分冊の下巻）
- 10)『獅子の怒り』（Wrath of the Lion (1964)、ジャック・ヒギンズ(Jack Higgins)、池央耿訳） 1978.12

『獅子の怒り』（池央耿訳、西武タイム、Best Sea Adventures） 1985.12　ISBN 4-8275-1235-3
『獅子の怒り』 （池央耿訳、創元推理文庫） 1986.5　ISBN 4-488-22601-9
- 11)『キャプテン・クック最後の航海』（The Last Voyage: Captain Cook's Lost Diary (1978)、ハモンド・イネス、池央耿訳） 1979

『キャプテン・クック最後の航海』（池央耿訳、創元推理文庫） 1986.3　ISBN 4-488-22501-2
- 12)『激闘インド洋』（The Long Fight (1958)、D・A・レイナー、鎌田三平訳） 1979.9

『インド洋の死闘』（鎌田三平訳、創元推理文庫） 1986.12　ISBN 4-488-23002-4
- 13)『たった一人の海戦』（Brown on Resolution (1929)、C・S・フォレスター、高橋泰邦訳） 1979.10

『たった一人の海戦』（高橋泰邦訳、西武タイム、Best sea Adventures） 1986.1　ISBN 4-8275-1240-X
『たった一人の海戦』（高橋泰邦訳、徳間文庫） 1987.7　ISBN 4-19-598328-2
- 14)『闇の航路』（Passage by Night (1964)、ジャック・ヒギンズ、竹内泰之訳） 1979.11

『闇の航路』（竹内泰之訳、西武タイム、Best Sea Adventures） 1986.1　ISBN 4-8275-1241-8
- 15)『南極海の死闘』（Antarctic Raider、W・R・D・マクロクリン(William R.D. McLaughlin)、尾坂力訳） 1979.12

『南極海の死闘』（尾坂力訳、西武タイム、Best Sea Adventures） 1986.4　ISBN 4-8275-1247-7
- 16)『最後の救難信号』（The Last May-Day (1968)、キース・ウィーラー(Keith Wheeler)、中山俊訳） 1979.12
- 17)『スコーピオン暗礁』（Scorpion Reef (1955)、チャールズ・ウィリアムズ(Charles Williams)、鎌田三平訳） 1980.4

『スコーピオン暗礁』 （鎌田三平訳、創元推理文庫） 1987.3　ISBN 4-488-23201-9
- 18)『燃える魚雷艇』（A Prayer For the Ship (1958)、ダグラス・リーマン、中根悠訳） 1980.7

『燃える魚雷艇』（中根悠訳、西武タイム、Best Sea Adventures） 1986.1　ISBN 4-8275-1239-6
『燃える魚雷艇』（中根悠訳、徳間文庫） 1988.2　ISBN 4-19-598466-1
- 19)『坐礁』（The Zhukov Briefing (1975)、アントニー・トルー、井坂清訳） 1980.7
- 20)『氷雪の脱出行』（North Cape (1969)、ジョー・ポイヤー、鎌田三平訳） 1980.9

『ノールカプ岬』（鎌田三平訳、創元推理文庫） 1987.2　ISBN 4-488-23101-2

### 予告のみで未刊行
- 『マスター・マリナー（仮題）』1 - 2（ニコラス・モンサラット）

『海の勇者たち』I・Ⅱ・Ⅲ（徳間書店） 1978
- 『英仏海峡の嵐（仮題）』（パトリック・オブライアン）

『死闘! 私掠船対貿易船』（徳間書店） 1972（二分冊の上巻）
『死闘! 私掠船対貿易船 - ひとときの平和』（徳間書店） 1993.12
『出撃! 黄金奪取作戦』（徳間書店） 1972（二分冊の下巻）
『出撃! 黄金奪取作戦 - 勅任艦長J・オーブリー』（徳間書店） 1994.1